# Dax
Den här artikeln handlar om en stad. Se även den pornografiska tidskriften Dax.

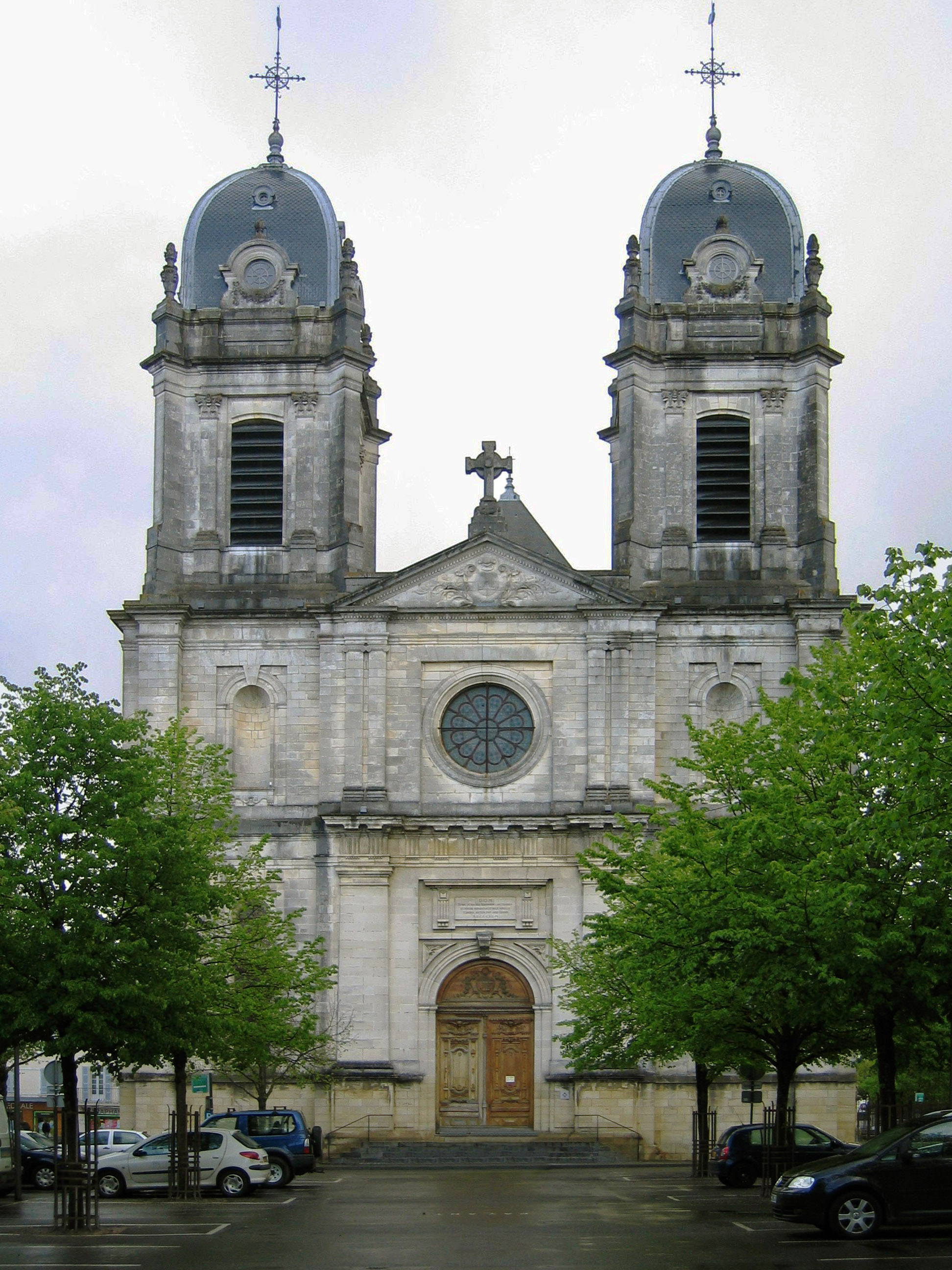
Domkyrkan i Dax

Dax är en stad och kommun i departementet Landes i regionen Nouvelle-Aquitaine i sydvästra Frankrike. Kommunen är chef-lieu för två kantoner som tillhör arrondissementet Dax. År 2022 hade Dax 21 716 invånare. Staden grundades av romarna.

## Befolkningsutveckling
Antalet invånare i kommunen Dax
Referens:INSEE